# Gaylord Harnwell
Gaylord Probasco Harnwell (* 29. September 1903 in Evanston, Illinois; † 18. April 1982 in Haverford, Pennsylvania) war ein US-amerikanischer Physiker und Präsident der University of Pennsylvania.

## Leben und Wirken
Harnwell studierte bis 1924 am Haverford College. Anschließend ging er für ein Jahr nach Großbritannien an das Cavendish-Laboratorium der University of Cambridge. Nach seiner Rückkehr in die USA wechselte an die Princeton University, wo er 1927 promoviert und anschließend Instructor wurde. Sein Arbeitsgebiet war die Gaselektronik. Er war an der Entwicklung von verschiedenen wissenschaftlichen Instrumenten beteiligt. 1929 wurde er Fellow der American Physical Society. 1938 wurde er Professor und Leiter des Physics Department der University of Pennsylvania, wo er seine Fähigkeiten als Wissenschaftsorganisator unter Beweis stellte. Während des Zweiten Weltkriegs war er Direktor des U.S. Navy Radio and Sound Laboratory der University of California (Division of War Research) in San Diego. An diesem Laboratorium wurde zur Ortung feindlicher U-Boote mittels der Sonartechnik geforscht. Für seine Verdienste wurde ihm 1947 die Medal of Merit und 1958 der Navy Distinguished Public Service Award verliehen.
Nach Kriegsende kehrte er an die University of Pennsylvania zurück und wurde 1953 Präsident der Universität. Er war Präsident der Universität bis zu seiner Emeritierung im Jahr 1970. Während seiner Präsidentschaft nahm er zahlreiche Verpflichtungen in staatlichen Forschungsorganisationen sowie in Unternehmen wahr. 1958 reiste er im Auftrag des State Department in die Sowjetunion, um das dortige Universitätssystem zu studieren. 1960 veröffentlichte er über seine Erfahrungen ein Buch.
Außer seinen wissenschaftlichen Aufsätzen zu verschiedenen Themen der Atomphysik veröffentlichte er mehrere Monografien.
1954 wurde er zum Mitglied der American Philosophical Society gewählt. Neben vielen anderen Ehrungen war er Ehrendoktor der University of Pennsylvania, Ehrenmitglied der Royal Society of Edinburgh (1982) und Honorary Commander des Order of the British Empire.

## Schriften (Auswahl)
- Experimental atomic physics. McGraw-Hill, New York, London 1933, ISBN 0-07-026660-3, S. 472.
- Gaylord Probasco Harnwell, William E. Stephens: Atomic physics. An atomic description of physical phenomena. McGraw-Hill, New York 1955, S. 401.
- Russian diary. University of Pennsylvania Press, Philadelphia 1960.
- Gaylord P. Harnwell, George J. F. Legge: Physics: matter, energy, and the universe. Reinhold Pub. Corp., New York 1967, ISBN 0-442-17572-8, S. 608.